# Conomitrium hydropogon
Conomitrium hydropogon là một loài Rêu trong họ Fissidentaceae. Loài này được (Spruce ex Mitt.) Paris mô tả khoa học đầu tiên năm 1894.